# Polite (singolo)
Polite è un singolo della cantautrice italiana Joan Thiele pubblicato il 2 marzo 2018.

## Video musicale
Il video musicale, diretto da Federico Brugia, è stato pubblicato il 14 marzo 2018 sul canale YouTube della cantante.

## Tracce
Testi e musiche di Joan Thiele.
1. Polite – 3:20